# Brigade Fozzy
Brigade Fozzy was tussen 1983 en 1986 een Duitse hardcorepunkband uit Ahaus-Alstätte.

## Geschiedenis
Brigade Fozzy trad onder andere op over de grens in Babylon, Bauplatz en Chi Chi Club in Nederland, podia die onderdeel waren van een internationaal netwerk zonder de beperking van lands- en taalgrenzen. De band deed een opnamesessie bij Limbabwe Records in Venlo. Omdat Beckmann verhuisde voor zijn studie in Berlijn, werd gestopt met Brigade Fozzy. Overgebleven bandleden speelden verder als Resident Mockery. In 2003 werd een reünie/afscheidsoptreden gedaan in Ahaus, in 2014 deed de band een reünieoptreden in Atak te Enschede.

## Bezetting
- Börned (zang)
- Hermann Wessendorf (zang, voorheen bas)
- Mani Beckmann (gitaar, auteur)
- Heini Beckmann (drums)
- Hennes Nienhaus (bas)

## Discografie

### Albums
- Das Lied von der Macht (Cass) - Punk Anderson Tapes 1985
- Jetzt erst recht (12", lp) - Power It Up Records 2020

### Singles en ep's
- Lebenslang (7", ep), Punk Anderson Records 1984
- Krieg dem Kriege (7", ep), Punk Anderson Records 1986[4]

### Diversen
- Bijdrage op verzamelalbum Babylon: bleibt fahren, 1985
- Bijdrage op verzamelalbum Die Deutschen kommen zurück, Vol. 2 - Wir lassen die Hosen runter, 1999